# Daffney
Shannon Claire Spruill (Wiesbaden, 17 de julho de 1975 — Condado de Gwinnett, 2 de setembro de 2021) foi uma lutadora de wrestling profissional norte-americana. Trabalhou na Total Nonstop Action Wrestling com o ring name Daffney entre 2008 e 2011.

## Carreira
- World Championship Wrestling (1999-2001)
- Circuito independente (2002-Presente)
- Wrestlicious (2009–2010)
- Total Nonstop Action Wrestling (2008–2011)

## Campeonatos e prêmios
- NWA Wrestle Birmingham
  - NWA Wrestle Birmingham Junior Heavyweight Championship (1 vez)
- Pro Wrestling Illustrated
  - PWI ranked her #18 of the best 50 female singles wrestlers in the PWI Female Top 50 in 2009
- World Championship Wrestling
  - WCW Cruiserweight Championship (1 vez) – conquistado em conjunto com Crowbar